# Estación de empalme del Trocadero

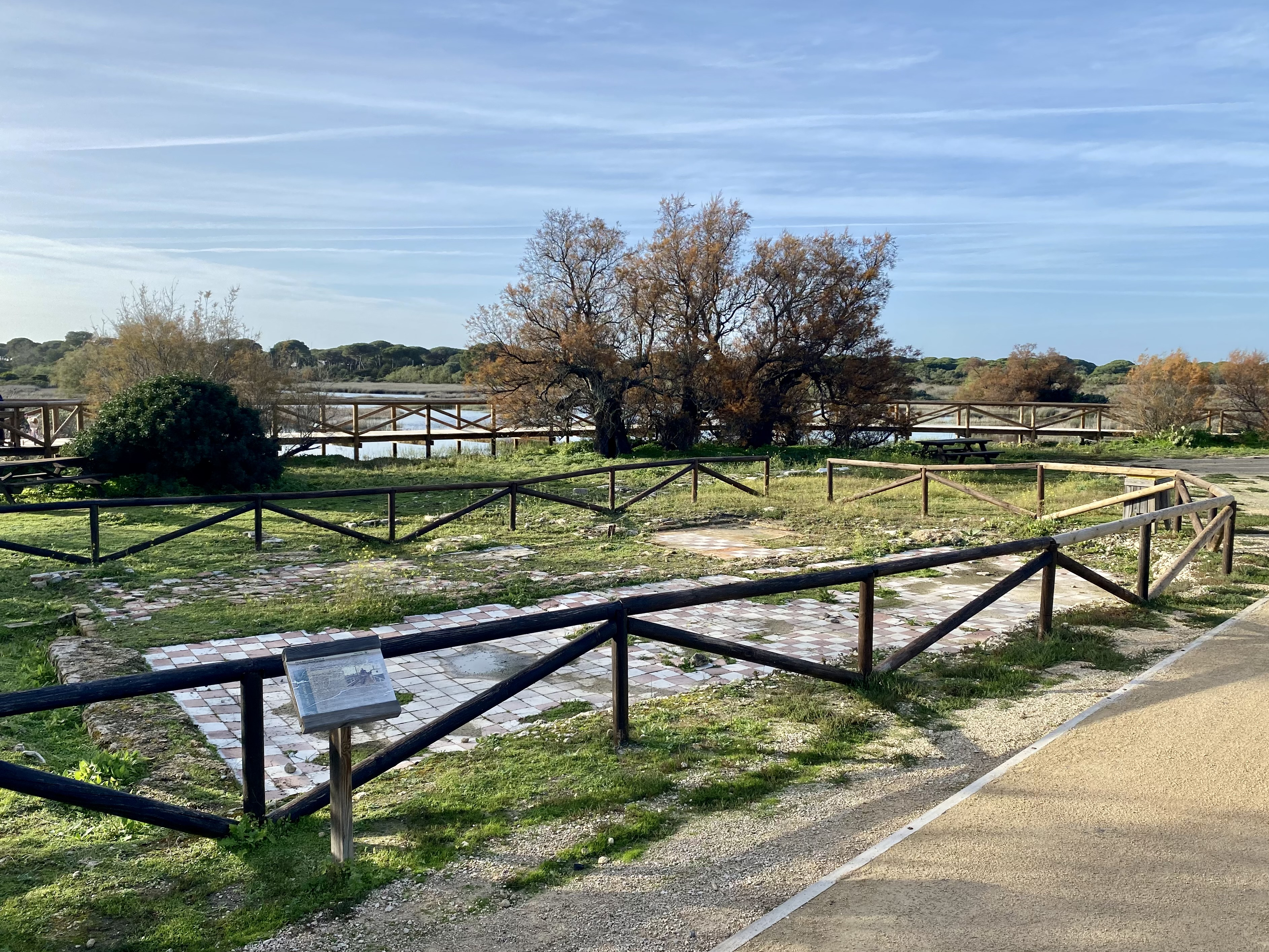
Estación Empalme Puerto Real

La Estación de empalme del Trocadero fue una estación de tren construida entre 1856 y 1858 en la Isla del Trocadero, en Puerto Real (España), donde se construiría el primer cambio de aguja y empalme ferroviario del territorio español.

## Historia
Se construye entre 1856 y 1858 como empalme ferroviario entre las líneas Jerez de la Frontera-Muelle de Trocadero y Sevilla-Cádiz. Actualmente se encuentra en el Parque de los Toruños que alberga la vía verde de Matagorda donde se localizan otros elementos del patrimonio ferroviario de Puerto Real finales del siglo XIX.

## Estructura
La construcción consistía en un edificio pequeño, con muros de piedra ostionera y ladrillo. El suelo está realizado con baldosa hidráulica monocroma en rojo o blanco que lo decora a modo de ajedrezado. Junto a éste están los andenes, hoy no visibles. En la trasera existe un jardín y una plataforma de adoquín sobre la que se construyeron dos aljibes.
Por el año 1895 este tramo de ferrocarril que unía los Astilleros de Matagorda con Puerto Real se empezó a utilizar para facilitar el transporte de sus trabajadores, por lo que en los últimos años de funcionamiento el tren pasó a ser conocido como “tren del Dique” o “tren de Matagorda”.